# Abaiba dimorphica
Abaiba dimorphica är en skalbaggsart som beskrevs av Martins och Dilma Solange Napp 2007. Abaiba dimorphica ingår i släktet Abaiba och familjen långhorningar. Inga underarter finns listade i Catalogue of Life.